# Giovanni Battista Odierna
Giovanni Battista Odierna, també conegut com a Giovan Battista Hodierna (Ragusa, Sicília, 13 d'abril de 1597 - Palma di Montechiaro, 6 d'agost de 1660), va ser astrònom, arquitecte i sacerdot italià.
Alumne de l'escola galileiana, Odierna va ser un important científic, que va cursar també estudis de botànica, matemàtica i d'òptica. Va tenir contacte amb diferents científics de l'època, entre ells l'astrònom Christiaan Huygens.
Va ser nombroses les descobertes que va fer en el camp de l'astronomia recollides en De Admirandis Coeli Characteribus (Palerm, 1654) primera catalogació sistemàtica dels objectes celestes no estel·lars. Les seves descobertes van romandre desconegudes fins al segle xx, possiblement a causa del fet que Sicília era excessivament llunyana i aïllada en l'època respecte de la resta d'Europa.
Projectà i seguí la realització de la ciutat de Palma di Montechiaro (Sicília), fundada el 1637.